# Roberto Ferretti
Roberto Ferretti (Grosseto, 31 marzo 1948 – al-Karak, 26 dicembre 1984) è stato un antropologo e pubblicista italiano.

## Biografia
Roberto Ferretti nacque a Grosseto il 31 marzo 1948 da genitori grossetani; il nonno paterno proveniva da Castelnuovo dell'Abate, il materno da Sasso d'Ombrone. Il padre, in possesso del diploma di maestro elementare, aveva lavorato a lungo presso il Consorzio agrario. Ferretti trascorse la propria infanzia a Grosseto, dove frequentò il liceo classico "Carducci-Ricasoli", sviluppando fin da ragazzo la passione per il disegno e per la storia locale. Conobbe Pier Giorgio Zotti, con il quale iniziò ad elaborare un programma di intervento politico-culturale per il territorio grossetano. La sua formazione intellettuale fu legata alla realtà culturale e politica del 1968, milita nelle file dello PSIUP e poi del PDUP. Nel 1977 Ferretti si laureò a Roma con Diego Carpitella discutendo una tesi sui racconti orali nella provincia di Grosseto, seguito dalla studiosa di fiabistica Aurora Milillo. Le sue letture di quel periodo furono Gramsci, De Martino, Cirese, Lanternari, Lombardi Satriani.
Prima ancora di laurearsi entrò a lavorare presso il Comune di Grosseto come impiegato. Nel 1972 con Pier Giorgio Zotti realizzò la mostra fotografica «Maremma segreta», incentrata su aspetti "nascosti" della Maremma. Sempre in quel periodo conobbe, anche grazie ad affinità politiche, Corrado Barontini e Morbello Vergari, che coinvolse nel programma culturale per la Maremma e dai quali ricevette nuovi stimoli. Ebbe inizio così un profondo rapporto di corrispondenza culturale e politica oltre che di collaborazione. Sempre nella prima metà degli anni settanta conobbe Gastone Venturelli, che svolgeva ricerca demologica in Lucchesia, della collaborazione con il quale nacquero diverse pubblicazioni su vari aspetti culturali della Maremma, e Pietro Clemente, docente di tradizioni popolari presso l'Università di Siena, con cui Ferretti collaborò sia in ambito universitario che per le ricerche territoriali e per numerose iniziative culturali a Grosseto. Inoltre, Ferretti pubblicò con Giancarlo Capecchi diversi articoli sulla rivista «Quaderni di cultura contadina» e iniziò a collaborare con il quotidiano «La Nazione», per il quale pubblicò con cadenza quasi settimanale articoli su aspetti non ancora studiati della cultura popolare maremmana.
Ferretti fu l'ideatore, fondatore e principale realizzatore dell'Archivio delle tradizioni popolari della Maremma grossetana, istituito con delibera del Comune di Grosseto nel 1979. In quest'ambito condusse ricerca demologica sul campo sia in provincia di Grosseto, che nell'Amiata senese e nel viterbese, dando inizio al più importante archivio etno-antropologico sulla Maremma. Nel 1978 partecipò con il gruppo dei maggerini dell'Ottava Zona, capeggiato da Domenico Bartolucci, ad una rassegna di canto popolare a Parigi; successivamente collaborò alla pubblicazione del volume Cultura contadina in Toscana. Il lavoro dell'uomo, edito a Firenze da Bonechi Editore, fornendo materiale documentario.
Ferretti continuò a lavorare presso l'assessorato alla cultura del Comune di Grosseto fino alla prematura morte, sopraggiunta in seguito ad un incidente stradale avvenuto a al-Karak, in Giordania, il 26 dicembre 1984. Dopo la morte, gli è stata intitolata una piazza a Grosseto.

## Riconoscimenti
- 1986 - Grifone d'oro alla memoria.[4]

## Opere (parziale)
- Signornò. Progetto in 72 manifesti e disegni politici contro questa società (1971)
- Buriano e Vetulonia: una inimicizia storica. Ricerca sui blasoni popolari di due paesi della Maremma (1978)
- Aspetti e problemi di storia dello Stato dei Presìdi in Maremma. Temi di ricerca e contributi presentati all'incontro di studi svoltosi a Grosseto il 22 e 23 giugno 1979 (1980)
- Raccolta e classificazione del materiale di leggende e tradizioni popolari raccolto in alcuni paesi della Maremma grossetana nel 1951 (1980)
- Il bruscello dell'innamoramento: secondo il testo adottato dai bruscellanti di Grancia e Vallemaggiore (GR) (1981)
- Quando le macchie saranno giardini. Disagio sociale e tematiche millenariste nella esperienza lazzarettista e in altri fenomeni religiosi popolari del territorio grossetano attraverso la residua tradizione orale (1981)
- La tradizione della befana nella Maremma di Grosseto (1981)
- Vecchia segata e Befanata secondo i testi adottati dalla Compagnia dell'ottava zona (1981)
- Ciufoli fischietti e samprugne. Mostra di strumenti popolari a fiato in terracotta e tecniche rustiche di suono a base vegetale e naturale. Museo archeologico e d'arte della maremma, 23 ottobre-31 dicembre 1982 (1982)
- Befanata drammatica: secondo il testo adottato dalla compagnia di Fornace di San Martino (GR); Morte del carnevale: secondo il testo adottato dalla compagnia di Marroneto (GR) (1982)
- Testi e materiali sulla tradizione della befana nel Grossetano (1983)
- La vecchia del Bruscello: secondo il testo adottato dalla squadra di Castiglione della Pescaia nella versione di Novilio Ghini (1983)
- La focarazza di Santa Caterina: indagine su un rito del fuoco nell'entroterra grossetano (1984)
- Dire e fare carnevale. Temi di ricerca e contributi presentati agli incontri di studio svoltisi a Grosseto, febbraio 1979 e 1980 (1984)
- L'immaginario collettivo sui monti di Castiglione. Il ciclo folklorico di San Guglielmo (1989)
- Il tradizionale nella società toscana contemporanea (1986)
- Fiabe e storie della Maremma nel fondo narrativo di tradizione orale Roberto Ferretti (1997; ristampa 2010)
- Archivio delle tradizioni popolari della Maremma grossetana. Maremma segreta: la mappa delle storie e delle leggende (2008)

## Archivio
Il fondo documentario Ferretti costituisce il nucleo originario dell'Archivio delle tradizioni popolari della Maremma grossetana. I documenti datano dal 1974 al 1984. Del fondo è stata eseguita una schedatura ed è in corso la digitalizzazione, e si compone di 7 381 diapositive 35 mm, 3 diapositive 6x6, e un consistente numero di supporti quali audiocassette, nastri Uher e VHS. Le diapositive sono state catalogate e riprodotte su supporto informatico (CD-ROM). Il fondo documentario si compone anche di stampe fotografiche in bianco e nero e a colori, degli articoli di Roberto Ferretti pubblicati sul quotidiano «La Nazione», dei disegni attraverso i quali lo stesso Ferretti usava definire e interpretare alcuni aspetti della cultura tradizionale di cui si occupava (ritratti di personaggi della memoria collettiva, ambientazioni, paesaggi, illustrazioni di "detti popolari", proverbi, stornelli).
Il fondo Ferretti costituisce dal 2016 un allestimento permanente del centro espositivo "Clarisse Arte", ospitato al secondo piano del convento delle Clarisse tra piazza Baccarini e via Vinzaglio, nel centro storico di Grosseto.